# Cinema 4D
Cinema 4D або скорочено C4D — програмний пакет для створення тривимірної графіки та анімації, розроблюваний Maxon. Cinema 4D є універсальною комплексною програмою для створення і редагування тривимірних ефектів і об'єктів.

## Можливості
Основна програма містить інструменти для моделювання, текстурування, рендеру та анімації. Основою для створення об'єктів слугують примітиви на кшталт сфери чи площини, поділені на полігони. Об'єкти, як цілком, так за виділеними полігонами, можуть змінюватися базовими перетвореннями, такими як обертання, зміна розміру, та просунутими — скручування, тиснення, перетворення за формулою тощо. Програма надає ряд деформаторів і генераторів складних об'єктів, наприклад, ландшафтів. Особливістю Cinema 4D є інструмент «ніж» для ручного розділення більшого полігона на менші. Програма також дає змогу малювати полігональні стрічки, прив'язувати одні полігони до інших, перетворювати грані на дуги. Інструмент MoGraph дозволяє автоматично створити з базового об'єкта чи їх групи складний об'єкт перетвореннями на кшталт клонування чи симетричного копіювання.
Cinema 4D надає гнучку і систему створення матеріалів з параметричними шейдерами для швидкого визначення поверхні тривимірної моделі. Матеріали передбачають такі властивості, як текстура, відбиття світла, світіння, прозорість, рельєфне текстурування тощо.
Багатопрохідний рендеринг забезпечує відтворення кольору, тіней, відображень, розмиття. Підтримується експорт тривимірних моделей програми, такі як Adobe Photoshop, Adobe After Effects, Final Cut Pro. Крім основного рендера, Cinema 4D може працювати зі сторонніми рендерами, що вбудовуються до програми, або із зовнішніми.

## Видання
До R21 Cinema 4D поширювалась у кількох виданнях, які мають різний набір можливостей та інструментів, залежно від цілей використання.
Починаючи з R21 Studio, Visualize, Broadcast, Prime BodyPaint 3D більше не доступні. Їх замінив один пакет, який містить всі функції програми.
- Cinema 4D Demo — версія містить з демонстраційною метою усі функції Cinema 4D, та дає можливість перемикання між пакетами Prime, Broadcast, Visualize, Studio та BodyPaint 3D, що дозволяє порівнювати їх функціонал.
- Cinema 4D Lite — версія надає основні можливості для створення об'єктів, їх матеріалів, освітлення і візуалізації сцени, також є функції анімації. Поширюється разом з After Effects CC та має плагін CINEWARE, який надає можливість безпосереднього обміну даних між Cinema 4D і After Effects. Може бути вдосконалена до Broadcast або Studio.
- Cinema 4D Prime — початкова версія. Передбачає моделювання, текстурування й матеріали, освітлення, анімацію, камеру, просунутий рендер, редагування розгортки, API (C++, Python), базові бібліотеки текстур, матеріалів, моделей.
- Cinema 4D Broadcast — містить ширші можливості для анімації, порівняно з Prime: фізичний рендер (симулює налаштування камери, такі як фокусна відстань, витримка), просунуті інструменти камери (слідування камери за об'єктом тощо), командний рендер (розподіл задач рендеру між кількома комп'ютерами), інструменти MoGraph, додаткові бібліотеки ресурсів.
- Cinema 4D Visualize — призначена для професійної роботи архітекторів і дизайнерів. Додатково має фізичний рендер, просунуті інструменти камери, командний рендер, інструменти начерків і стилізації зображення, бібліотеки з ресурсами для візуалізації, архітектурного проектування.
- Cinema 4D Studio — максимальна за можливостями версія. Крім можливостей решти версій, передбачає обчислення динаміки, скульптинг, симуляцію волосся, інструменти створення персонажів, захоплення руху реальних об'єктів, усі можливі бібліотеки текстур, матеріалів, моделей[2].

## Обмін даних

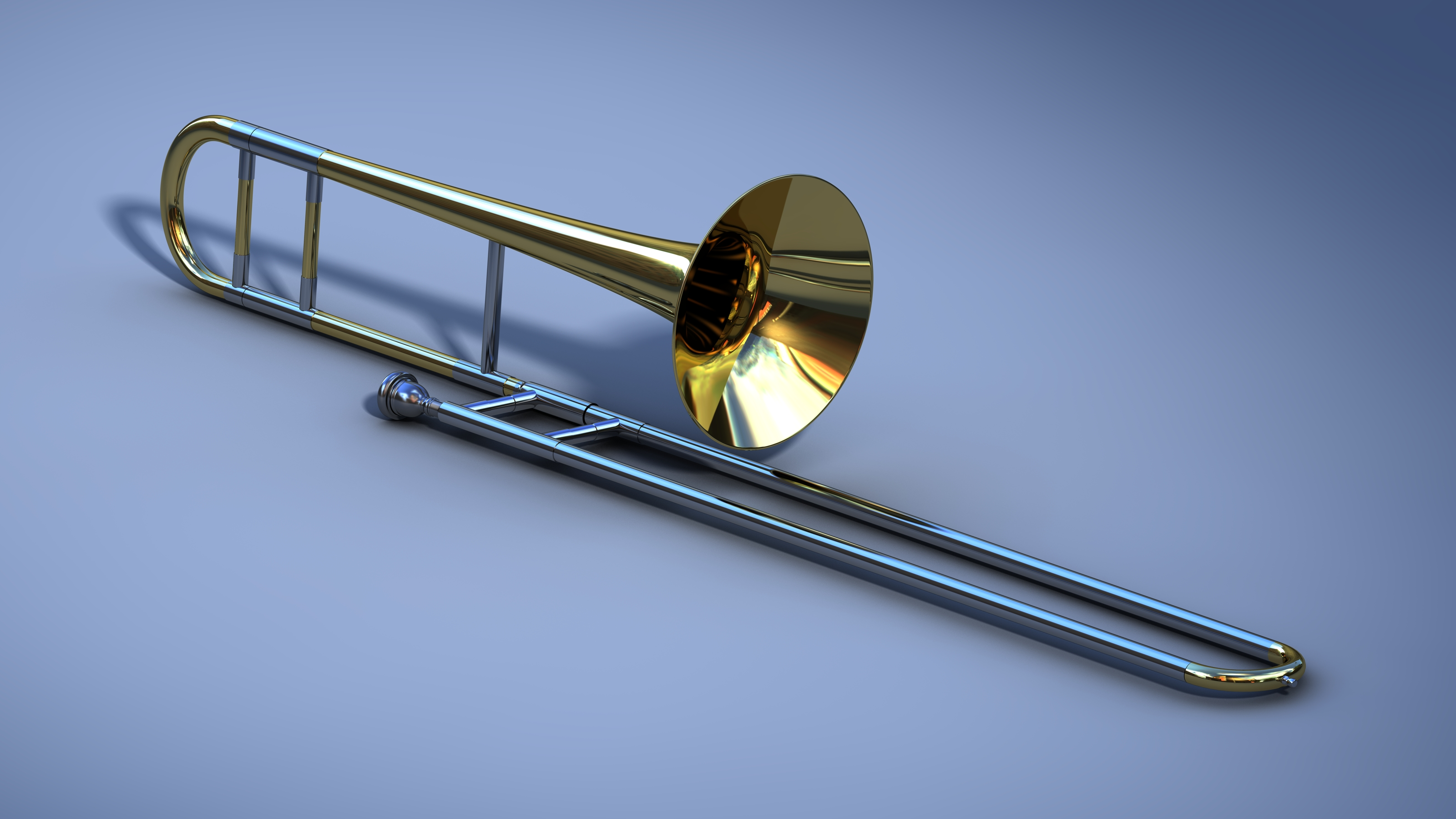
Тромбон, змодельований в C4D

### Текстурування
- 3ds Max — 3ds Max 2012 — 2018
- Maya — Maya 2012 — 2017
- XSI — XSI 2012 — 2015

### Симуляція і ефекти
- Realflow — RealFlow 4 — 5

### Композітінг
- Adobe After Effects
- Apple Motion
- Apple Final Cut Pro
- Apple Shake
- Blackmagic Fusion
- The Foundry Nuke

### CAD
- Nemetschek Allplan
- Graphisoft ArchiCAD
- Nemetschek Vectorworks

## Плагіни та інші доповнення

### Персонажна анімація
- CD Character Bundle Pro [Архівовано 18 лютого 2010 у Wayback Machine.] (англ.)

### Симуляція і ефекти
- TURBULENCE.4D [Архівовано 16 квітня 2022 у Wayback Machine.] (англ.)
- Silver Bullett [Архівовано 11 квітня 2022 у Wayback Machine.] (англ.)
- PhyTools [Архівовано 11 квітня 2022 у Wayback Machine.] (англ.)
- DPIT Effex [Архівовано 16 квітня 2022 у Wayback Machine.] (англ.)
- Realflow [Архівовано 16 квітня 2022 у Wayback Machine.] (англ.)

### Рослини та зовнішнє середовище
- Xfrog [Архівовано 26 квітня 2016 у Wayback Machine.] (англ.)
- DPIT Plants [Архівовано 16 квітня 2022 у Wayback Machine.] (англ.)

### Камера і «matchmoving»
- CineCAT [Архівовано 22 червня 2012 у Wayback Machine.] (англ.)
- PhotoMatch [Архівовано 25 серпня 2010 у Wayback Machine.] (англ.)

## Візуалізація

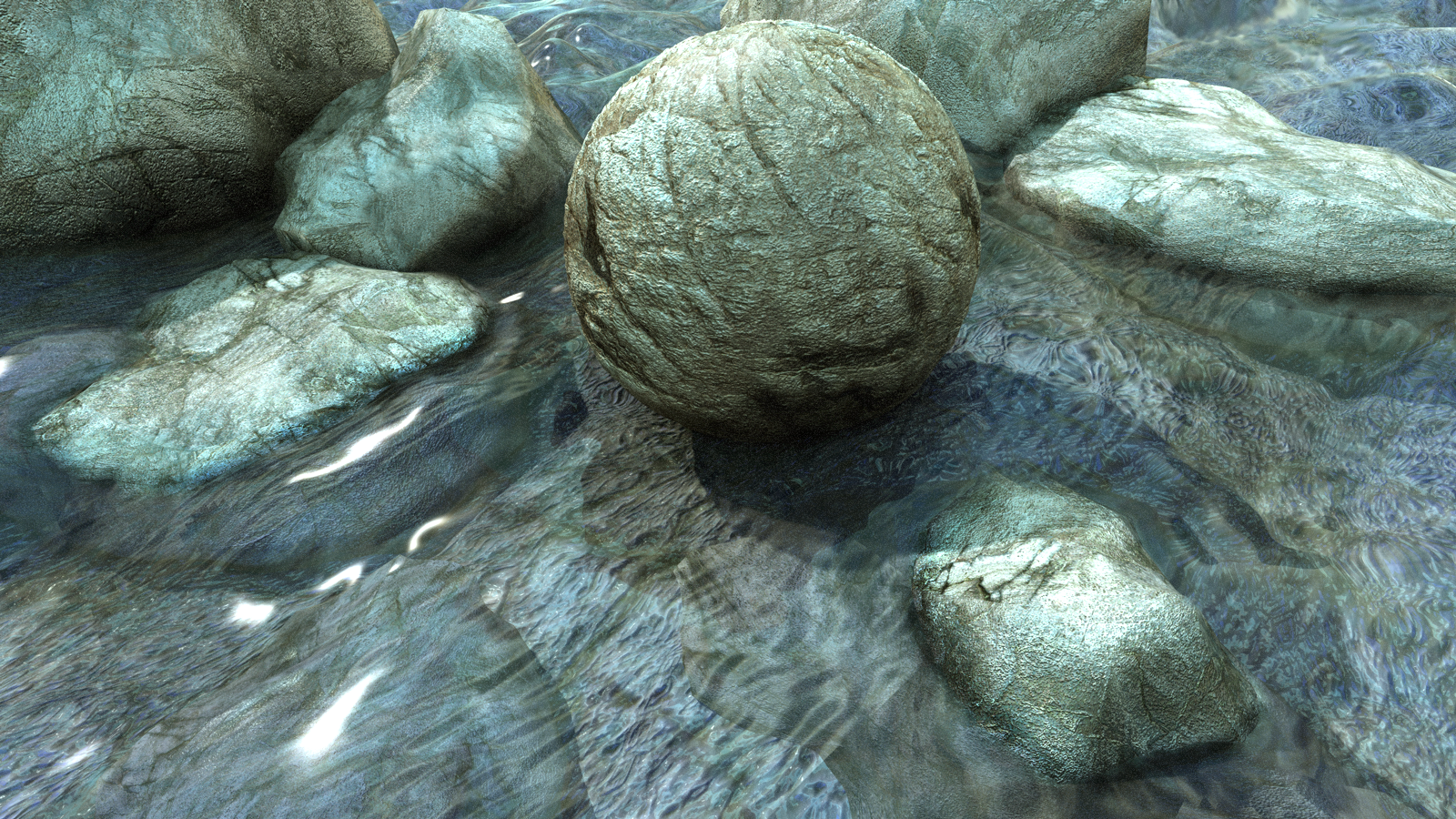
Фотореалістичний рендер каменів і води, виконаний у Cinema 4D

Крім свого основного рендера Cinema 4D може працювати і зі сторонніми рендерами, як вбудованими безпосередньо в саме середовище програми, так і за допомогою конекторів.

### Вбудовувані рендери
- VRAYforC4D [Архівовано 16 липня 2014 у Wayback Machine.](англ.)
- m4d mental ray and iray [Архівовано 31 липня 2014 у Wayback Machine.](англ.)
- finalRender
- Arnold Renderer
- Krakatoa

### Рендери спільні за допомогою конекторів
- Corona Renderer
- RenderMan — Pixar's Photorealistic RenderMan® renderer / PRMan
- 3Delight
- AIR — Site Graphics AIR 7-10
- Maxwell Render
- mental ray
- Indigo Renderer
- Sunflow
- Thea
- Octane Render

## Локалізація
Інтерфейс Cinema 4D доступний різними мовами. Серед них: англійська, російська, іспанська, італійська, китайська, корейська, німецька, французька, чеська та японська. Документація програми так само доступна декількома мовами, серед яких: російська, англійська та німецька. Офіційний сайт компанії Maxon доступний англійською, німецькою, французькою, російською та японською мовами.

### Офіційні сайти
- Офіційний сайт [Архівовано 21 липня 2016 у Wayback Machine.](англ.)
- Офіційний сайт [Архівовано 4 лютого 2018 у Wayback Machine.](рос.)

Форуми
- Cinema4D.com.ua [Архівовано 11 квітня 2022 у Wayback Machine.]
- C4D ru.info [Архівовано 11 квітня 2022 у Wayback Machine.]